# Каанде (метеорит)
Каанде (Kaande) — каменный метеорит-хондрит весом 6000 граммов.

## Описание
Село Каанде, остров Сааремаа, Эстония. Падение 11 мая 1855 года, 15 часов 30 минут.
Любопытные подробности падения метеорита, упавшего 11 мая 1855 года на острове Сааремаа (Эзель) — территории современной Эстонии: «У многих жителей острова существует поверье в явление людям диавола. Чтобы предохранить себя от его мнимых нападений, простолюдины куски аэролита толкли в порошок и глотали его, или носят на груди в виде амулетов. В этом меня не только уверяли на месте, но я сам видел и получил несколько подобных амулетов, хранимых крестьянами и особенно крестьянками». Случаи использования метеоритов в качестве амулетов или в качестве «целебного» средства часто наблюдались при падениях метеоритов во всех странах мира, и ещё недавно[когда?] можно было с этим столкнуться и в далёких глухих уголках нашей страны[уточнить].